# Hemidactylus longicephalus
Espèce
Synonymes
- Hemidactylus longiceps O’Shaughnessy, 1873
- Hemidactylus bocagii Boulenger, 1885
- Hemidactylus mabouia var. molleri 
Bedriaga, 1892
- Hemidactylus hecqui Boulenger, 1901
- Hemidactylus steindachneri Tornier, 1902

Hemidactylus longicephalus est une espèce de geckos de la famille des Gekkonidae.

## Répartition
Cette espèce se rencontre en Angola, au Congo-Kinshasa, en Centrafrique, au Cameroun  et à Sao Tomé-et-Principe.
Sa présence en Tanzanie est incertaine.

## Publication originale
- Bocage, 1873 : Melanges erpetologiques. II. Sur quelques reptiles et batraciens nouveaux, rares ou peu connus d‘Afrique occidentale. Jornal de Sciencias Mathematicas, Physicas e Naturaes Academia Real das Sciencias de Lisboa, vol. 4, p. 209-227 (texte intégral).